# Star Trek: Encuentros
Star Trek: Encuentros es un videojuego creado en el universo de ficción Star Trek, que fue lanzado el 4 de octubre de 2006, para la consola de Sony la PlayStation 2. El juego fue desarrollado por el estudio escocés 4J Studios y por Bethesda Softworks.

## Jugabilidad
Star Trek: Encuentros tiene un estilo de videojuego arcade Matamarcianos, y cuenta con naves y personajes de las cinco series Star Trek: Star Trek: La serie original , Star Trek: The Next Generation, Star Trek: Deep Space Nine, Star Trek: Voyager, y Star Trek: Enterprise.
Seis clases de buques de la Flota Estelar están disponibles para jugar. Estos son:
- La clase NX Empresa (NX-01) bajo el mando del capitán Jonathan Archer
- La clase Constitución Empresa (NCC-1701), bajo el mando del capitán James T. Kirk (esta es la versión reacondicionamiento de la nave que apareció por primera vez en Star Trek: The Motion Picture )
- La clase de la galaxia de Enterprise (NCC-1701-D), bajo el mando del capitán Jean-Luc Picard
- La clase Defiant Defiant (NX-74205), bajo el mando del capitán Benjamin Sisko
- La clase Intrepid Voyager (NCC-74656), bajo el mando del Capitán Kathryn Janeway
- La clase Sovereign Empresa (NCC-1701-E), bajo el mando del capitán Jean-Luc Picard. Nota: estas misiones se agrupan bajo el título 'Star Trek: Sovereign'.

### Escaramuza
En la sección Escaramuza del juego, las opciones individuales y multijugador están disponibles, aunque los objetivos siguen siendo los mismos en ambos modos.
Modo de "Head-to-Head" le da al jugador la oportunidad de elegir un barco a control, incluidos los buques desbloqueadas de facciones enemigas, y para elegir un barco rival para luchar contra. El jugador entonces fija el límite de puntuación, o el número de fragmentos .
En "Battlefest", el jugador elige un grupo de pre-serie de tres buques para luchar otro grupo de tres naves. El jugador comienza primero con la nave 1, como lo hace el enemigo. Cuando se destruye el primer barco del jugador o el enemigo, el jugador o enemigo reapariciones con la nave 2, después envía 3 si la nave 2 se destruye. El primero de destruir los tres barcos del oponente gana.
"Onslaught" permite que el jugador sólo para elegir los de la Flota Estelar barcos actualmente desbloqueado en el juego. Una vez que una nave espacial ha sido elegido, el jugador debe luchar continuamente contra una ola interminable de barcos. El objetivo es destruir el mayor número de ondas como sea posible. Las olas se vuelven progresivamente más difícil de derrotar, con las naves más poderosas en mayor número con cada nueva ola. En algunas olas intermitentes, el jugador recibe el mensaje de "destruir la estación!", En el que el jugador debe derrotar el romulano estación Nestar y sus sondas.

### Misiones de la historia
La parte de la historia del juego consiste en seis secciones. Cinco se basan en series de televisión ( Star Trek: Enterprise , Star Trek: La serie original , Star Trek: The Next Generation , Star Trek: Deep Space Nine , y Star Trek: Voyager ), mientras que la sexta sección se basa en la Empresa- E , que apareció por primera vez en Star Trek: Primer Contacto .
No hay ninguna historia global que conecta las diferentes secciones (a diferencia de, digamos, en Star Trek: Legacy ); en cambio, cada sección tiene un argumento autónomo.
Las empresas misiones implican la defensa de la Tierra desde el Xindi amenaza. La primera misión es un tutorial, en el que el jugador debe luchar contra algunos combatientes Xindi. La segunda misión consiste en localizar el arma súper destructor de planetas Xindi y destruirla antes de que destruya la Tierra. La última misión consiste en destruir los orbes de construcción que hacen las partes de la super arma.
Las series originales misiones tienen lugar entre Star Trek II: La ira de Khan y Star Trek III: En busca de Spock . La primera misión consiste en la Empresa escoltaba un Vulcan embajador en conversaciones de paz con el klingon . Las próximas misiones de ver el reproductor de perseguir a los klingon. En la última misión, los klingon están buscando fragmentos del dispositivo Génesis (que aparece en Star Trek II ), mientras que los explota Génesis Planet y el jugador debe correr más rápido que la onda de choque.
La Siguiente Generación trama involucra a los romulanos . La misión comienza con el descubrimiento de un agujero de gusano que va desde Romulano Espacio en Federación espacio. Después de destruir los romulanos invasoras, la Empresa D entra en el agujero de gusano y destruye los romulanos en el otro lado, lo que les impide volver a entrar. Sin embargo, la empresa está atrapado luego dentro de un arma gigante "vivo", pero después de la reactivación de la criatura del sistema inmunológico , la Empresa se escapa.
Las Espacio Profundo Nueve misiones se establecen durante la Guerra del Dominio . La primera de las dos misiones tienen lugar en las Badlands como la Defiant comienza a buscar a algunos barcos desaparecidos. En la misión final, Jem'Hadar barcos urdimbre en la zona alrededor de Bajor , y el Defiant Espacio Profundo 9 y deben destruirlos.
Las Voyager misiones implican la kazon y el Borg . La primera misión ve Voyager intentar recuperar cuatro artefactos que revelan detalles acerca del "origen de la vida" en el universo. La segunda misión tiene Voyager frente al Borg en su intento de asimilar los planetas en el Cuadrante Delta . La tercera misión cuenta con 8.472 especies , y su lucha contra los Borg. La última misión ve Voyager escapar de la Reina Borg.
Las Empresas misiones -E empiezan con las empresas que luchan Orion Raiders, que han creado una superarma impulsado por antimateria . Ayudado por el Ferengi , la empresa evita que el Orion se dispare. La última misión consiste en viajar en el tiempo y todos los barcos del juego. Después de una batalla, todo se puso derecha, y la línea de tiempo se restaura.

## Recepción
El juego recibió reacciones casi universalmente negativas de los fanes y los críticos. Actualmente posee una puntuación global de 58,92% en GameRankings, y 51 sobre 100, basado en 17 opiniones, en Metacritic. Las críticas comunes incluyen en la falta de una historia global, gráficos y controles pobres, hechos que no encajan en el canon establecido de Star Trek, y repetitiva jugabilidad, mal implementada.
IGN otorgó al juego una puntuación de 4,9 sobre 10, con una valoración final de "malo". Sentían que el juego no se sentía como un juego Star Trek, argumentando que "se siente mucho más cerca de jugar un videojuego sobre los coches controlados por radio, sólo con una piel de Star Trek. Claro, Encuentros tiene phasers, sensores y torpedos de fotones, y que incluso el sonido y se ve como sus homólogos de televisión, pero el combate es menos fascinante "y" Encuentros sufre de una grave falta de Star Trek. Hay muy poco sentido en el uso de la licencia Star Trek sin explotar a sus mayores activos. Por desgracia, eso es exactamente lo que sucede aquí. Para llevar el nombre y hay poco aquí que se asemeja a la larga franquicia en absoluto. Y mientras se reproduce a través de diferentes épocas de la línea de tiempo Star Trek lo que es un gran concepto, y sin duda tiene su atractivo, el modo de juego real no le hace justicia. Es un título ganga, pero incluso los jugadores atados por dinero en efectivo necesitan saber que Star Trek: Encuentros es Star Trek sólo de nombre, no en función. "
Game Revolution dio al juego una B-, afirmando que "el juego en sí no hace nada para dibujar en. una entrega con unos sorprendentemente apagados personajes como William Shatner, introducciones anónimas a cada episodio antes de una serie de cuadros de texto anónimos a explicar sus objetivos. Un poco de charla de radio sería puntuar la acción, pero el juego esta en mortal silencio. Encuentros tiene tiros y unos ganchos buenos por ahí, como un jefe planeta-asesino, pero no siguen a través. Si yo vi ese planeta asesino mata a un planeta, estaría interesado en detenerlo ... pero no, por lo meh! ¿Quién se queda con un juego que no se puede seguir a través de esa manera? ".
GameSpy ha clasificado el juego de 3 sobre 5, que calificó de "justo". Afirmaron que "los controles son sorprendentemente torpes, lo que puede ser por diseño, pero ciertamente no es necesario ningún Tutorial te llevará a la velocidad, pero el juego sigue siendo molesto para controlar en el calor del combate Particularmente molesto son el enganche de blanco.. -en disparando y controles, que ocupan R2 y R1. Mi mano derecha se convirtió poco a poco en una garra retorcida como mantuve un apretón de muerte en el botón de bloqueo mientras trataba de empujar también fuego. Al final tuve que mantenga el controlador en su conjunto de nuevo camino sólo para aliviar el dolor de la mano".
GameSpot anotó el gol de un 4,3 sobre 10, con una calificación de "pobre". Eran especialmente críticos con el modo de juego, afirmando que "el juego es una mezcla de diseño del juego mediocre, simplemente estirando el combate en la medida de lo posible. De hecho, las muertes baratas y los períodos vacíos de absolutamente nada que se extienden en las misiones más tiempo del necesario. Es una campaña corta, pero avanza aparentemente para siempre ya que no sólo no son un montón de actividades divertidas para hacer. No hay exploración en el juego, sin embargo, usted va a volar para tramos largos para llegar del punto A al punto B sin nada nuevo para ver o vistosidad a mirar boquiabiertos a. Otros intentos para romper el tedio son impredecible. Objetivos que exigen a los miembros de la tripulación del haz en otro lugar o usar un rayo tractor para escoltar un barco dañado a la seguridad están bien. Otros, como siguiendo un pícaro rastro warp del enemigo, son aburrido y frustrante. Perder la pista durante más de unos pocos segundos termina la misión, y los campos de minas al azar que acaba de pasar a estar ensuciando el camino proporcionar muertes baratas ". Llegaron a la conclusión de que "No Trekkie quiere odiar a un juego basado en su universo favorito, pero es imposible esperar que incluso el devoto más incondicional a gustar Star Trek: Encounters ., incluso en su punto más bajo precio Falla en casi todos los niveles imaginables , tanto como un juego y como un producto con licencia. Si usted ha estado esperando por un Star Trek juego, ahorrarse la frustración y seguir esperando, ya que su imaginación está obligado a ser más atractivo que este fiasco de precio económico. "